# Buzivka, Jașkiv
Buzivka (în ucraineană Бузівка) este o comună în raionul Jașkiv, regiunea Cerkasî, Ucraina, formată numai din satul de reședință. În secolul al XIX-lea, satul făcea parte din volostul Buzivka, uezdul Tarașcea.

## Demografie
Componența lingvistică a comunei Buzivka
     Ucraineană (98,18%)
     Rusă (1,49%)
     Alte limbi (0,34%)
Conform recensământului din 2001, majoritatea populației comunei Buzivka era vorbitoare de ucraineană (98,18%), existând în minoritate și vorbitori de rusă (1,49%).